# ガンパレード・マーチ 〜新たなる行軍歌〜
『ガンパレード・マーチ 〜新たなる行軍歌〜』（ガンパレード・マーチ あらたなるこうぐんか）は、2003年に製作されたUHFアニメ作品。2000年に発売されたプレイステーション用ゲーム作品、『高機動幻想ガンパレード・マーチ』の世界観を元にしている。
原作ゲームに存在した膨大な裏設定の殆どは削除され、あるいは置き換えられ、謎の怪物が出現した世界での学徒兵の過酷な戦いと、特に中盤以降はラブコメ的な青春の日々を中心に描く作品として再構成されている。

## 概要
1945年に突如出現した幻獣と呼ばれる謎の生命体によって、人類は次第に駆逐され、1999年7月には人類の生存圏は日本をはじめごくわずかとなっていた。人類の生き残りをはかるため、日本政府は芝村グループが開発した人型戦車HWTと新兵器PBEによって幻獣の撃滅をはかろうとしていた。
1999年7月7日、熊本県八代地区に出現した幻獣の一群を迎え撃った学徒兵の5121部隊。PBE攻撃に巻き込まれかけた速水厚志らは謎のHWTに助けられる。そのHWTのパイロットこそ、芝村グループ会長の娘、芝村舞であった。
芝村はその翌日、5121部隊に配属される。生真面目な芝村は、一見浮かれている人間が多い5121部隊になじむことが出来ず、一部メンバーとは度々衝突もするが、メンバーたちはそんな芝村を温かく迎え、芝村も次第に5121部隊に慣れ親しむようになっていった。
やがて、芝村は複座型HWTのパイロットに任命され、速水とコンビを組むこととなる。最初は息の合わなかった二人だが、五木村への出動で幻獣の群れに包囲された時、互いの境遇について初めてじっくりと話し合い、わだかまりをなくしていく。速水の機転によって無事帰還し、これを期に二人の仲は急接近していった。相思相愛ながら、互いに思いを告白できない二人をじれったく思った5121部隊の他のメンバーはその仲を一気に進展させようとする。

## 世界観
高校生ぐらいの年代の少年少女のうち、HWTのパイロットに適応するとみなされたものは選抜徴兵され、幻獣との戦いに投入される。パイロットには適応性が認められれば、志願してなることも出来る。
また、対幻獣決戦兵器PBEの発動には特殊能力を持った8歳の幼児が必要なため、身寄りのない子供を遺伝子操作して、各部隊に1人ずつ配置している。ただし、遺伝子操作の副作用として、その子供は一生8歳以上に肉体的にも精神的にも成長することは出来ない。このような非人道的行為は「人類が生き延びるため」という一言で正当化されている。
物語の部隊となる5121部隊は熊本市の尚敬高校（尚絅高校がモデル）構内に駐屯している。なお、5121部隊の構成はゲームとは一部変更されており、アニメには登場しないメンバーや、後発のドラマCDでのみ登場したメンバーもいる。また、狩谷夏樹（かりや なつき）およびサブキャラクターの悠木映（ゆうき あきら）は関連作品を含め一切登場していない。

## キャラクター（5121部隊関係者）
速水厚志（はやみ あつし）
声 - 石田彰
本作の主人公。HWT複座型操縦担当パイロット。一見、優柔不断な性格で仲間たちから「ぽややん」などと呼ばれているが、根はしっかりした性格。芝村のことを慕っている。趣味はガーデニング。
芝村舞（しばむら まい）
声 - 岡村明美
本作のメインヒロイン。HWT複座型オペレーター担当パイロット。慕っていた中学時代の先輩が戦死したことと父親の非人道的な行いに反発して、パイロットに志願する。生真面目な性格で、口調が硬い。趣味は読書。
善行忠孝（ぜんぎょう ただたか）
声 - 樫井笙人
5121部隊司令官。冷静沈着な性格で、一見非情にも見えるが、実際は隊員のことを常に気にかけている。かつて原素子と付き合っていたが、今は彼女に友情しか感じていない。
原素子（はら もとこ）
声 - 篠原恵美
整備班班長。部隊の女の子のまとめ役的な存在。部隊の中にカップルが出来そうになると、率先して後押しをしたりする。かつて善行と付き合っていたことがあるが、今は互いに距離を置いている。たまに速水にちょっかいをだすことがある。後輩の森とは特に仲が良い。
東原ののみ（ひがしはら ののみ）
声 - 吉田真弓
PBE起動要員（アニメ版のみの設定）。PBEとは幻獣を倒す兵器の一種で、成長を止められた子供でないと扱えない。現在以上に大きくなることがないが、本人はそれを悲観していない。子供らしい無邪気さで隊内の空気をなごませる。
壬生屋未央（みぶや みお）
声 - 佐久間純子
単座型HWTパイロット。生真面目な性格で、口癖は「不潔です!」。芝村とは度々、衝突する。瀬戸口を密かに慕っている。ゲーム版とは違い、制服（下はスラックス）を着用している。第5話で戦死。
加藤祭（かとう まつり）
声 - 野田順子
会計担当事務官。お金に細かいが、陽気な性格なので嫌味にならない。熊本県出身だが、関西弁を話す。
田辺真紀（たなべ まき）
声 - 前田千亜紀
整備班員。幸薄い少女で、度々不幸に見舞われ、本人も常におどおどしている。たまにいいことがあると、周囲から大きな不幸の前触れではないかと逆に恐れられる。遠坂のことを慕っている。
森精華（もり せいか）
声 - 半場友恵
整備班員。もともと人見知りする性格だったが、原のおかげで外向的な性格となった。そのため、原に対する憧れが強い。
滝川陽平（たきがわ ようへい）
声 - 陶山章央
単座型HWTパイロット。ヒーロー物が好きな明るい少年で、言動が少々子供っぽい。瀬戸口とつるんで速水にちょっかいをだすこともある。趣味はプラモデル作り。
瀬戸口隆之（せとぐち たかゆき）
声 - 梅津秀行
ゲーム版と違い単座型HWTパイロット。プレイボーイで、ナンパが趣味と化している。一見軽く見えるが、意外と仲間思いのところがある。最初は芝村にアタックしていたが、やがて速水を応援するようになった。
遠坂圭吾（とおさか けいご）
声 - 栗山浩一
司令官補佐（ゲーム版のオペレーターに相当する）。実家は金持ちで、徴兵を逃れることも出来たが、あえて徴兵を受け入れた正義感の持ち主。司令官としての善行の苦悩を最も理解している。趣味は布団干し。
来須銀河（くるす ぎんが）
声 - 志村知幸
スカウト（歩兵）。無口な性格で、長時間話すと、気持ちが悪くなる。上着がゲーム版とは違い制服になっている。
若宮康光（わかみや やすみつ）
声 - 川原慶久
スカウト。体育会系の思考の持ち主で、隊員たちの体力トレーニングを指導することがある。
芳野春香（よしの はるか）
声 - 井上美紀
担当教諭。平時は隊員に一般教科を教えている。高校生ぐらいの隊員たちに、まるで小学校の教師のように接する。生徒思いの先生。
坂上久臣（さかうえ ひさおみ）
声 - 園部啓一
指導教官。戦術など戦闘に必要な知識を教えたり、戦闘訓練の指導などをおこなう。一見こわもてだが、物腰はやわらかい。
茜大介 （あかね だいすけ）
声 - 下野紘
壬生屋の前任のHWTパイロット。すでに戦死しており、登場は回想シーンのみ。
新井木勇美（あらいぎ ゆみ）
声 - 川上とも子
第8話に登場する本校の一年生。そのため一般生徒用の制服を着用している。速水に一目ぼれする。
ウイチタ更紗（ウイチタ さらさ）
声 - 鈴木麻里子
司令官。
岩田裕（いわた ひろむ）
声 - 結城比呂
アニメではただの通行人として登場する。
CDドラマでは入院した速水の代わりにHWT三番機のパイロットとなるべく、5121部隊に配属された。遠坂とは以前同じ部隊にいた。見た目も行動も奇抜であるが、その内には底知れぬ深い闇が眠っている。自らが非常識であることを5121部隊のメンバーに指摘された時、逆に「戦争は本来とても非常識で、あなた方は幻獣と戦う時点で非常識な存在」という言葉を放ち、メンバー全員を凍りつかせた。岩田が所属していたかつての部隊は、必ず全滅か解散となっており、それ以降「死神」という不名誉なレッテルを貼られてしまっていた。舞と三番機で出撃する。なお彼が5121部隊に来る前にいた部隊（8312部隊）は、アニメの終盤において、芝村に転属を要請してきた部隊でもある。
石津萌（いしづ もえ）
声 - 瀧本富士子
アニメでは最終話に瀬戸口の隣に1カットのみ登場する。
CDドラマでは速水の入院した病院にて理学療法士を務めており、速水のリハビリを担当する。速水に片想いをしている。
中村光弘（なかむら みつひろ）
声 - 桜井敏治
アニメでは5121部隊周辺に出没する恋人にふられる男として登場する。
CDドラマでは速水の入院した病院にて速水と同じ病室で入院している。
ヨーコ小杉（ヨーコ こすぎ）
CDドラマ版のみに登場。
本田節子（ほんだ せつこ）
アニメではただの通行人として登場する。
田代香織（たしろ かおり）
声 - 高乃麗
岩田の恋人として登場するが、岩田の変人ぶりに辟易している様子。
芝村準竜師（しばむら じゅんりゅうし）
声 - ?
総司令官。CDドラマ版のみに登場。

## アニメ版独自の設定・用語
5121部隊
尚敬高校に駐屯する学兵部隊という基本設定は原作に準じており、原作の5121｢小隊｣に対しアニメでは映像内に「小隊」の描写は見られるものの、この名で呼称される。
HWT
Humanoid Walking Tankの略称。原作の｢人型戦車｣｢士魂号｣の名も設定上は存在するが、部隊内ではほぼ一貫してこの名で呼称される。
原作では非常に取り扱いの難しい兵器でごく一部の隊でしか運用されていなかったが、アニメではほとんどの部隊に配備されている。
最高3機編成だった原作に対し、アニメでは基本的に4機1チームで運用される。
PBE
Phantom Beast Eliminatorの略称。マイクロブラックホールのような黒球を発生させ幻獣群を殲滅する決戦兵器。
特殊処置を施された児童のみが起動でき、その取り扱いには専門の資格が必要。また一度起動したら途中で停止することは出来ない。
芝村重工
日本政財界の中枢をになう大企業で芝村舞の実家。芝村重工の開発したHWT・PBEなどの存在により日本はかろうじて幻獣の侵攻を食い止めている。
TVでも同重工のCMが頻繁に流されその名は世間でも広く認知されているが、原作の｢芝村一族｣のような一般での悪感情は特にない。
ブレイン
幻獣群の中核をなす大型の指揮型幻獣。通常兵器では決定的なダメージを与えることは困難であり、現状その殲滅にはPBEが不可欠。
卵から孵化することが判明しているがその卵が何処から出現するかは不明。
幻獣ガス
ブレインから発生する有毒ガス。このガス中でのみ兵隊幻獣は実体化が可能。
空気中におけるこのガスの濃度が幻獣の出現および戦闘の終結を判断する指針となっている。

## スタッフ
- 原作 - ソニー・コンピュータエンタテインメント
- キャラクター原案 - きむらじゅんこ
- 監督 - 桜美かつし
- 監修・シリーズ構成 - 高山文彦
- キャラクターデザイン - 入江泰浩
- メインメカニックデザイン・メカニック総作画監督 - 岩倉和憲
- ビジュアルデザイン - 阿部邦博
- 総作画監督 - 和田崇
- 美術監督 - イースターさくら組
- 色彩設定 - 店橋真弓
- 撮影監督 - 大河内喜夫
- 編集 - 西山茂
- 音響監督 - 三間雅文
- 音楽 - 川井憲次
- プロデューサー - 古瀬和也、松永孝之、関戸雄一
- アニメーション・プロデューサー - 松倉友二
- 制作 - ProjectGPM（d-rights、毎日放送)
- アニメーション制作 - J.C.STAFF

## 主題歌
オープニングテーマ「真実の扉」
作詞 - こさかなおみ / 作編曲 - 川井憲次 / 歌 - 石田燿子
エンディングテーマ「闇を越えて」
作詞 - うらん / 作編曲 - 大久保薫 / 歌 - 原田真純
12話のエンディングの映像だけ芝村舞の笑顔シーンのあと、速水厚志の笑顔シーンが出る（1話から11話までは芝村舞の笑顔シーンしか出ない）。

## 各話リスト
| 話数 | サブタイトル                                           | 脚本     | 絵コンテ   | 演出                | 作画監督               | メカ作画監督      |
| ---- | ------------------------------------------------------ | -------- | ---------- | ------------------- | ---------------------- | ----------------- |
| 1    | プレイバック The Visitor                               | 新宅純一 | 桜美かつし | 渡辺健一郎          | 和田崇                 | 岩倉和憲          |
| 2    | 勝手にしやがれ Going My Way                            | 新宅純一 | 別所誠人   | 高島大輔            | 小澤郁                 | 岩倉和憲          |
| 3    | サマータイムブルース Fire Works                        | 水上清資 | 山本秀世   | 水無月弥生          | 枡田邦博               | 中矢雅樹          |
| 4    | 二人でお茶を Duelist                                   | 新宅純一 | 桜美かつし | 長尾粛              | 入江泰浩 寺島伸介      | 高石和三          |
| 5    | 枯葉 Thursday's child                                  | 水上清資 | 山本秀世   | 浅見松雄            | 和田崇                 | 岩倉和憲          |
| 6    | 君去りし後 I Guess Everything Reminds You Of Something | 新宅純一 | 殿勝秀樹   | 渡辺健一郎          | 沼田誠也               | 高石和三 阿部邦弘 |
| 7    | 長い夜 In The Forests Of Night                         | 高山文彦 | 山本秀世   | 中澤純一郎          | 小澤郁                 | 岩倉和憲          |
| 8    | 四月になれば彼女は With Your Musket, Fife, And Drum    | 水上清資 | 木村真一郎 | 筑紫大介            | 中西修史               | 高石和三          |
| 9    | 君にこそ心ときめく A Day In The Life                   | 新宅純一 | 桜美かつし | 長尾粛              | 片岡英之 阿部恵美子    | 岩倉和憲          |
| 10   | 悲しみよこんにちは Once Upon A Dime                    | 高山文彦 | 山本秀世   | 水無月弥生          | 石井ゆみこ 増谷三郎    | 岩倉和憲          |
| 11   | 言い出しかねて A Good Reward For Their Labour          | 水上清資 | 入江泰浩   | 入江泰浩            | 入江泰浩               | -                 |
| 12   | さよならを言う度に Gun Parade March                    | 水上清資 | 紅優       | 浅見松雄 桜美かつし | 小澤郁 岩倉和憲 和田崇 | 岩倉和憲          |

## 放送局
| 放送地域   | 放送局       | 放送期間                     | 放送日時           | 放送系列  | 備考                |
| ---------- | ------------ | ---------------------------- | ------------------ | --------- | ------------------- |
| 埼玉県     | テレビ埼玉   | 2003年2月 - 4月              |                    | 独立UHF局 |                     |
| 千葉県     | 千葉テレビ   | 2003年2月 - 4月              |                    | 独立UHF局 |                     |
| 近畿広域圏 | 毎日放送     | 2003年2月 - 4月              |                    | TBS系列   | アニメシャワー第2部 |
| 熊本県     | 熊本放送     | 2003年2月 - 4月              |                    | TBS系列   |                     |
| 神奈川県   | TVK          | 2003年2月 - 4月23日          | 水曜 24:05 - 24:35 | 独立UHF局 |                     |
| 中京広域圏 | 中部日本放送 | 2003年4月23日 - 7月16日      | 水曜 26:55～27:25  | TBS系列   | アニメステーション  |
| 福岡県     | RKB毎日放送  |                              |                    | TBS系列   |                     |
| 日本全域   | KIDS STATION | 2003年6月4日 - 2003年8月20日 | 水曜 24:00 - 24:30 | CS放送    |                     |
| 日本全域   | AT-X         |                              |                    | CS放送    |                     |

- MBSとCBCにとっては初の「放送局が製作に関与しないUHFアニメ作品」となった（当時、MBSの公式サイトでは、自局製作ではないにも関わらず、番組紹介ページが設けられるなど、宣伝にはそれなりに力が入っていた。同局製作のアニメと同様に、「応援掲示板」もあった）。CBCは1クール程度の遅れがあった。
- 当作品の舞台である熊本県でもRKKにてネット、隣県福岡のRKBよりも早くネットした。

## 関連作品
- ガンパレード・オーケストラ - ただし、ガンパレード・オーケストラはPS2用ゲームガンパレード・オーケストラのアニメ化作品となるので、このアニメとは直接のつながりは存在しない。

## CD
- ドラマCD ガンパレード・マーチ〜新たなる行軍歌〜 Vol.1
- ドラマCD ガンパレード・マーチ〜新たなる行軍歌〜 Vol.2
- ドラマCD ガンパレード・マーチ〜新たなる行軍歌〜 Vol.3
- ドラマCD ガンパレード・マーチ〜新たなる行軍歌〜 Vol.4
- ドラマCD ガンパレード・マーチ〜新たなる行軍歌〜 SPECIAL Vol.1
- ドラマCD ガンパレード・マーチ〜新たなる行軍歌〜 SPECIAL Vol.2

こちらにはヨーコ小杉などがゲスト出演しており、ゲームキャラクターでアニメ版に登場しない登場人物は悠木映と狩谷夏樹だけとなる。